# Фатіх Келеш
Фатіх Келеш (тур. Fatih Keleş; 27 листопада 1989, Трабзон) — турецький професійний боксер, чемпіон Європи серед аматорів.

## Аматорська кар'єра
На чемпіонаті Європи 2011 Фатіх Келеш став чемпіоном.
- В 1/16 фіналу переміг Маріна Драгос (Румунія) — 24-12
- В 1/8 фіналу переміг Ельвіна Ісаєва (Азербайджан) — 24-23
- У чвертьфіналі переміг Сулеймана Сіссоко (Франція) — 20-12
- У півфіналі переміг Владимира Саруханяна (Вірменія) — 28-16
- У фіналі переміг Доменіко Валентіно (Італія) — 17(+)-17

На чемпіонаті світу 2011 програв у першому бою Лю Цян (Китай).
На Олімпійських іграх 2012 у першому бою переміг Абделькадера Шаді (Алжир), а в наступному програв Евальдасу Петраускасу (Литва) — 12-16.
На чемпіонаті світу 2013 стартував у категорії до 64 кг і програв у другому бою.
На чемпіонаті Європи 2015 програв у другому бою.

## Професіональна кар'єра
2016 року Фатіх Келеш перейшов до професійного боксу. Впродовж 2016—2021 років провів 17 боїв з суперниками невисокого рівня, зазнавши в цих боях лише однієї поразки.